# Blankröst
Blankröst kallas en röst utan något valt alternativ i ett val eller en omröstning. I Riksdagsval röstar man blankt genom att avge en blank valsedel utan partinamn. Blankrösterna klassas som ogiltiga röster. Oavsett hur stor blankrösternas andel är i ett val påverkar detta, enligt nuvarande regler, därför inte respektive partis röstandel, eftersom partiernas röstandelar enbart baseras på de giltiga rösterna.
I allmänna val i Sverige har blanka röster tidigare registrerats tillsammans med övriga ogiltiga röster/valsedlar, men sedan riksdagsvalet 2006 registreras de i en egen kategori som "Ogiltiga röster blanka". I valet 2006 registrerades 96 922 röster som "blanka", av totalt 5 551 278 röster. (cirka 1,74 %). I riksdagsvalet 2002 registrerades inte blanka röster för sig, men av totalt 5 385 430 röster var 82 218 ogiltiga.
I riksdagsvalet i Sverige 2010 registrerades 65 938 (1,09 %) blanka röster.
Motsvarande siffror i riksdagsvalet:
- 2014: 56 287 (0,89 %)[4]
- 2018: 53 084 (0,81 %)[5]
- 2022: 62 833 (0,96 %)[6]